# Viện Hàn lâm Khoa học và Nghệ thuật Điện ảnh

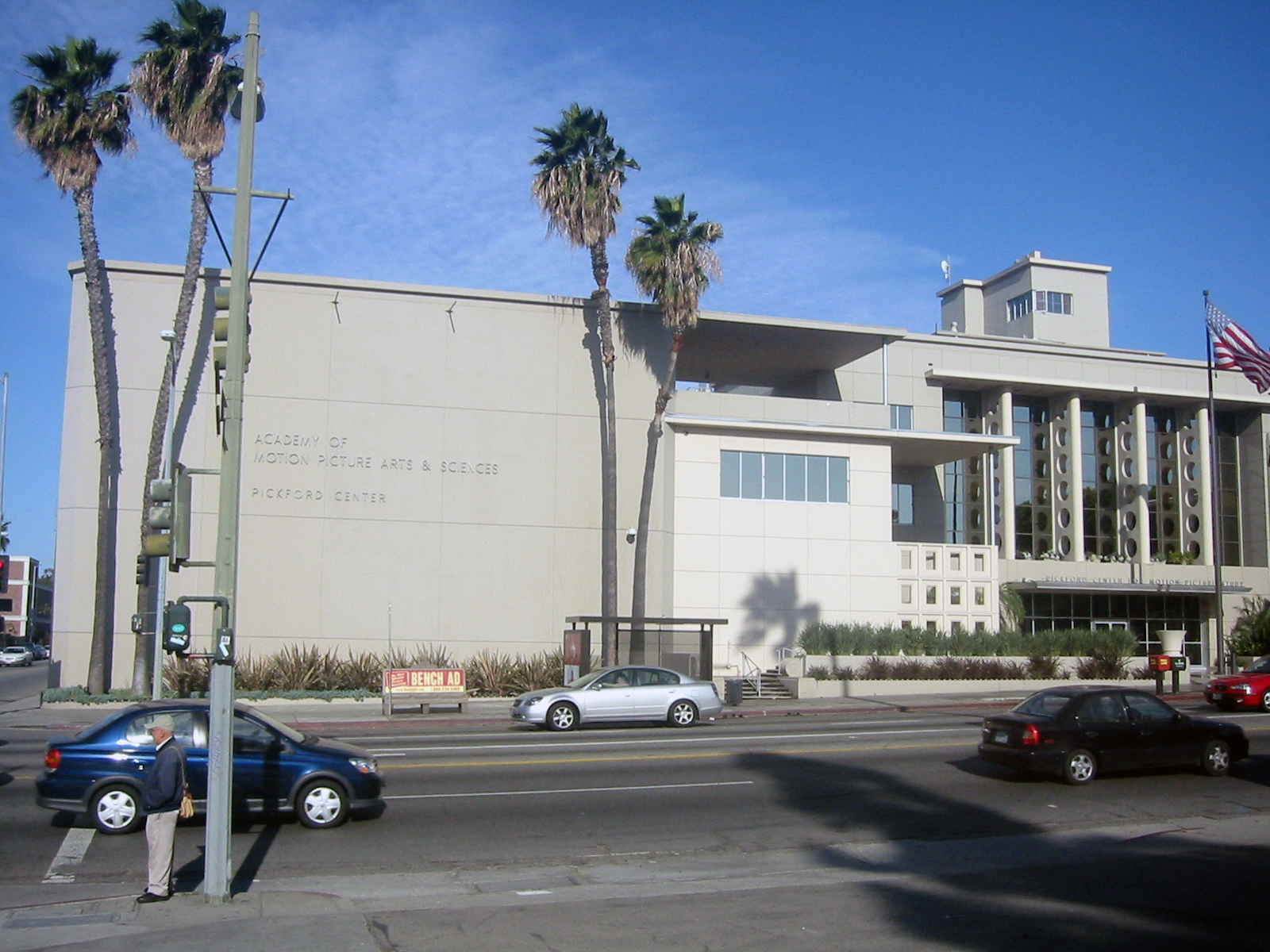
Trung tâm Nghiên cứu Điện ảnh Pickford trực thuộc AMPAS

Viện Hàn lâm Khoa học và Nghệ thuật Điện ảnh (tiếng Anh: Academy of Motion Picture Arts and Sciences, thường viết tắt là AMPAS) là một tổ chức được thành lập năm 1927 tại Hoa Kỳ với mục đích vinh danh những thành tựu sáng tạo trong nghệ thuật điện ảnh. Hiện nay AMPAS có khoảng trên 6.000 hội viên là những người hoạt động trong lĩnh vực điện ảnh, phần lớn trong số họ là các nghệ sĩ điện ảnh Hoa Kỳ, ngoài ra trong thời gian gần đây AMPAS cũng kết nạp thêm các hội viên đến từ các nền điện ảnh khác, tính đến năm 2004 Viện có đại diện của 36 nền điện ảnh trên thế giới.
AMPAS được biết đến nhiều nhất thông qua giải Oscar, giải thưởng điện ảnh lớn nhất của điện ảnh Hoa Kỳ. Giải Oscar được AMPAS bầu chọn và tổ chức từ năm 1929. Ngoài ra, AMPAS còn trao Giải Oscar sinh viên cho các nhà làm phim trẻ, một số học bổng chuyên ngành điện ảnh và quản lý Thư viện Margaret Herrick (Beverly Hills, California) cùng Trung tâm Nghiên cứu Điện ảnh Pickford (Hollywood, California).
Chủ tịch đương nhiệm của AMPAS là nhà sản xuất phim người Mỹ Sid Ganis.

## Lịch sử
Viện Hàn lâm Khoa học và Nghệ thuật Điện ảnh được thành lập ngày 11 tháng 5 năm 1927 tại California, Hoa Kỳ. 36 thành viên tham gia thành lập tổ chức này bao gồm:
| Diễn viên | Đạo diễn                                                                                 | Biên kịch                                                                                              | Kỹ thuật viên                                      | Nhà sản xuất | Luật sư                        |
| - Richard Barthelmess - Jack Holt - Conrad Nagel - Milton Sills - Douglas Fairbanks - Harold Lloyd - Mary Pickford | - Cecil B. DeMille - Frank Lloyd - Henry King - Fred Niblo - John M. Stahl - Raoul Walsh | - Joseph Farnham - Benjamin Glazer - Jeanie MacPherson - Bess Meredyth - Carey Wilson - Frank E. Woods | - J. Arthur Ball - Cedric Gibbons - Roy J. Pomeroy | - Fred Beetson - Charles H. Christie - Sid Grauman - Milton E. Hoffman - Jesse L. Lasky - M. C. Levee - Louis B. Mayer - Joseph M. Schenck - Irving Thalberg - Harry Warner - Jack Warner - Harry Rapf | - Edwin Loeb - George W. Cohen |

Người được bầu làm chủ tịch đầu tiên của AMPAS là Douglas Fairbanks. Vị trí chủ tịch này được bầu theo nhiệm kỳ 1 năm và một người không được phép làm chủ tịch quá 4 nhiệm kỳ liên tiếp. Các chủ tịch của AMPAS từ khi thành lập đến nay bao gồm:
| Chủ tịch           | Thời gian           | Ghi chú                                                     |
| ------------------ | ------------------- | ----------------------------------------------------------- |
| Douglas Fairbanks  | 1927-1929           |                                                             |
| William C. DeMille | 1929-1931           |                                                             |
| M. C. Levee        | 1931-1932           |                                                             |
| Conrad Nagel       | 1932-1933           |                                                             |
| J. Theodore Reed   | 1933-1934           |                                                             |
| Frank Lloyd        | 1934-1935           |                                                             |
| Frank Capra        | 1935-1939           |                                                             |
| Walter Wanger      | 1939-1941 1941-1945 |                                                             |
| Bette Davis        | 1941                | Phụ nữ đầu tiên giữ vị trí này. Davis từ nhiệm sau 4 tháng. |
| Jean Hersholt      | 1945-1949           |                                                             |
| Charles Brackett   | 1949-1955           |                                                             |
| George Seaton      | 1955-1958           |                                                             |
| George Stevens     | 1958-1959           |                                                             |
| B. B. Kahane       | 1959-1960           | Qua đời khi đang tại nhiệm                                  |
| Valentine Davies   | 1960-1961           | Qua đời khi đang tại nhiệm                                  |
| Wendell Corey      | 1961-1963           |                                                             |
| Arthur Freed       | 1963-1967           |                                                             |
| Gregory Peck       | 1967-1970           |                                                             |
| Daniel Taradash    | 1970-1973           |                                                             |
| Walter Mirisch     | 1973-1977           |                                                             |
| Howard W. Koch     | 1977-1979           |                                                             |
| Fay Kanin          | 1979-1983           |                                                             |
| Gene Allen         | 1983-1985           |                                                             |
| Robert Wise        | 1985-1988           |                                                             |
| Richard Kahn       | 1988-1989           |                                                             |
| Karl Malden        | 1989-1992           |                                                             |
| Robert Rehme       | 1992-1993 1997-2001 |                                                             |
| Arthur Hiller      | 1993-1997           |                                                             |
| Frank R. Pierson   | 2001-2005           |                                                             |
| Sid Ganis          | 2005-nay            |                                                             |

## Tổ chức

### Chi nhánh
Một người muốn trở thành một hội viên của AMPAS cần có thư mời của Ban điều hành (Board of Governors). Ban điều hành AMPAS thường lựa chọn hội viên từ các đề cử dựa trên sự đóng góp của họ cho lĩnh vực điện ảnh. Các hội viên của AMPAS sẽ trực thuộc một trong 15 chi nhánh của Viện, tùy theo lĩnh vực chuyên môn của họ. Các chi nhánh này sẽ là các đơn vị bầu chọn giải Oscar cho những hạng mục tương ứng. Những thành viên không thuộc một chi nhánh nào sẽ được gọi chung là thành viên đầy đủ (Members At Large). 15 chi nhánh hiện tại của AMPAS là:
| Chi nhánh                                                  | Điều hành viên                                           |
| ---------------------------------------------------------- | -------------------------------------------------------- |
| Diễn viên (Actors)                                         | Tom Hanks, Henry Winkler và Ed Begley Jr.                |
| Chỉ đạo nghệ thuật (Art Directors)                         | Rosemary Brandenburg, Jeannine Oppewall và Albert Wolsky |
| Quay phim (Cinematographers)                               | Vilmos Zsigmond, Owen Roizman và Caleb Deschanel         |
| Đạo diễn (Directors)                                       | Curtis Hanson, Paul Mazursky và Alexander Payne          |
| Phim tài liệu (Documentary)                                | Richard Pearce, Michael Apted và Rob Epstein             |
| Quản trị (Executives)                                      | Jim Gianopulos, Robert Rehme và Tom Sherak               |
| Dựng phim (Film Editors)                                   | Dede Allen, Donn Cambern và Mark Goldblatt               |
| Hóa trang (Makeup)                                         | Leonard Engelman (chi nhánh mới được thành lập năm 2006) |
| Âm nhạc (Music)                                            | Charles Fox, Charles Bernstein và Bruce Broughton        |
| Sản xuất phim (Producers)                                  | Hawk Koch, Mark Johnson và Kathleen Kennedy              |
| Quan hệ công chúng (Public Relations)                      | Marvin Levy, Sid Ganis và Cheryl Boone Issacs            |
| Phim ngắn và hoạt hình (Short Films and Feature Animation) | Carl Bell, John Lasseter và Jon Bloom                    |
| Âm thanh (Sound)                                           | Curt Behlmer, Kevin O'Connell và J. Paul Huntsman        |
| Kỹ xảo (Visual Effects)                                    | Richard Edlund, Craig Barron và Bill Taylor              |
| Biên kịch (Writers)                                        | Frank R. Pierson, James L. Brooks và Fay Kanin           |

### Quản lý
Mỗi một chi nhánh được điều hành bởi 3 hội viên thuộc chi nhánh đó. AMPAS được điều hành chung bởi một hội đồng quản lý (Academy Officers, bao gồm cả chủ tịch Viện) và ban điều hành (Board of Governors), những thành viên tham gia điều hành được bầu theo nhiệm kỳ từng năm, các thành viên của nhiệm kỳ 2007-2008 gồm:
| Hội đồng quản lý (Academy Officers) |                   |                      |
| Chủ tịch                            | Sid Ganis         | Sid Ganis            |
| Phó chủ tịch thứ nhất               | Robert Rehme      | Robert Rehme         |
| Phó chủ tịch                        | Tom Hanks         | Tom Hanks            |
| Phó chủ tịch                        | Charles Bernstein | Charles Bernstein    |
| Thủ quỹ                             | Hawk Koch         | Hawk Koch            |
| Thư ký                              | Jon Bloom         | Jon Bloom            |
| Giám đốc điều hành                  | Bruce Davis       | Bruce Davis          |
| Ban điều hành (Board of Governors)  |                   |                      |
| Michael Apted                       | Dede Allen        | Craig Barron         |
| Curt Behlmer                        | Ed Begley Jr.     | Carl Bell            |
| Charles Bernstein                   | Jon Bloom         | Rosemary Brandenburg |
| James L. Brooks                     | Bruce Broughton   | Donn Cambern         |
| Caleb Deschanel                     | Richard Edlund    | Leonard Engelman     |
| Rob Epstein                         | Charles Fox       | Sid Ganis            |
| Jim Gianopulos                      | Mark Goldblatt    | Tom Hanks            |
| Curtis Hanson                       | J. Paul Huntsman  | Cheryl Boone Isaacs  |
| Mark Johnson                        | Fay Kanin         | Kathleen Kennedy     |
| Hawk Koch                           | John Lasseter     | Marvin Levy          |
| Paul Mazursky                       | Kevin O'Connell   | Jeannine Oppewall    |
| Alexander Payne                     | Richard Pearce    | Robert Rehme         |
| Owen Roizman                        | Tom Sherak        | Bill Taylor          |
| Henry Winkler                       | Albert Wolsky     | Vilmos Zsigmond      |